# Єзьоровське (Гіжицький повіт)
Єзьоровське (пол. Jeziorowskie, нім. Seehausen) — село в Польщі, у гміні Круклянки Гіжицького повіту Вармінсько-Мазурського воєводства.
Населення — 192 особи (2011).
У 1975-1998 роках село належало до Сувальського воєводства.

## Демографія
Демографічна структура станом на 31 березня 2011 року:
|          | Загалом | Допрацездатний вік | Працездатний вік | Постпрацездатний вік |
| -------- | ------- | ------------------ | ---------------- | -------------------- |
| Чоловіки | 87      | 26                 | 55               | 6                    |
| Жінки    | 105     | 25                 | 66               | 14                   |
| Разом    | 192     | 51                 | 121              | 20                   |